# 熊野郵便局 (広島県)
熊野郵便局（くまのゆうびんきょく）とは、広島県安芸郡熊野町にある郵便局。民営化前の分類では集配特定郵便局であった。

## 概要
住所：〒731-4299 広島県安芸郡熊野町出来庭4-1-34

## 沿革
- 1885年（明治18年）7月1日 - 焼山（やけやま）郵便局（五等）として開設。同年10月16日、貯金取扱を開始[1]。
- 1886年（明治19年） - 貯金取扱を廃止。
- 1893年（明治26年）4月1日 - 熊野郵便局に改称。
- 1894年（明治27年）1月1日 - 為替・貯金取扱を開始。
- 1969年（昭和44年）6月20日 - 電話の加入および料金に関する簡易な事務を除く電話交換業務を海田電報電話局に移管[2]。
- 1984年（昭和59年）9月19日 - 和文電報配達業務を海田電報電話局に移管。
- 2007年（平成19年）3月5日 - ゆうゆう窓口を廃止。
- 2007年（平成19年）10月1日 - 民営化に伴い、併設された郵便事業広島支店熊野集配センターに一部業務を移管。
- 2012年（平成24年）10月1日 - 日本郵便株式会社発足に伴い、郵便事業広島支店熊野集配センターを熊野郵便局に統合。
- 2017年（平成29年）10月16日 - 投資信託の取り扱いを開始予定[3]。

## 取扱内容
- 郵便、印紙、ゆうパック、内容証明
- 貯金、為替、振替、振込、国際送金、国債
- 生命保険、バイク自賠責保険
- ゆうちょ銀行ATM
- 広島県安芸郡熊野町内全域および広島市安芸区内の一部地域（阿戸町）の集配業務

## 周辺
- 広島県道34号矢野安浦線
- 熊野町立熊野中学校

## アクセス
- 広電バス 熊野中筋停留所下車
- 広島南道路 海田大橋出入口から南東へ約7.5km
- 駐車場あり：12台